# دايفيد غراهام (لاعب كرة قدم)
دايفيد غراهام (بالإنجليزية: David Graham)‏ (و. 1978  م) هو لاعب كرة قدم، من المملكة المتحدة، ولد في إدنبرة، يلعب كمهاجم.

## روابط خارجية
- دايفيد غراهام على موقع قاعدة بيانات كرة القدم.إي يو (الإنجليزية)
- دايفيد غراهام على موقع Soccerbase.com (لاعب) (الإنجليزية)